# 布雷克 (加来海峡省)
布雷克（法語：Bourecq，法語發音：[buʁɛk]）是法国上法蘭西大區加来海峡省的一个市镇，属于贝蒂讷区。

## 地理
布雷克（50°34'14"N, 2°26'7"E）面积4.02 平方千米，位于法国上法蘭西大區加来海峡省，该省份为法国北部沿海省份，西北濒北海，南至索姆省，东临北部省。
与布雷克接壤的市镇（或旧市镇、城区）包括：阿图瓦地区阿姆、莱斯佩斯、利莱尔、诺朗丰特、圣伊莱尔-科特、埃克代克。
布雷克的时区为UTC+01:00、UTC+02:00（夏令时）。

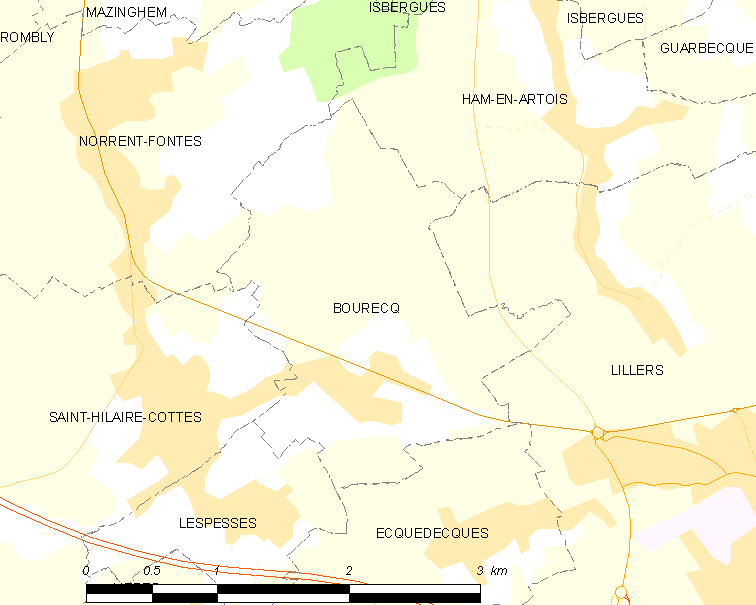
布雷克的OSM定位图

## 行政
布雷克的邮政编码为62190，INSEE市镇编码为62162。

## 政治
布雷克所属的省级选区为利莱尔县。

## 人口

1962-2008年间布雷克人口变化图示

布雷克于2022年1月1日时的人口数量为575人。